# Alí Shariatí
Alí Shariati (persa: علی شريعتی) (Jorasán Razaví, 3 de diciembre de 1933-Southampton, 19 de junio de 1977) fue un sociólogo iraní, bien conocido por sus trabajos en el ámbito de la sociología de la religión. El escritor y ensayista indio Pankaj Mishra lo considera «el principal guía intelectual de la Revolución islámica iraní».

## Biografía
Ali Shariati nació el 3 de diciembre de 1933, hijo de un maestro. Inició estudios de Magisterio en 1950. Durante sus estudios colaboró con el periódico de Khorasán, una de las provincias de Irán. En 1957 fue detenido junto con su padre en Mashad por mantener actividades contra la monarquía iraní.
En 1959 se licenció en Letras y viajó a Francia, donde estudió Historia y Sociología. Allí se afilió al Frente Nacional de Liberación de Argelia y conoció a Franz Fanon y su obra Piel negra, máscaras blancas. Se doctoró en 1963 en Letras, en la Universidad de la Sorbona.
Durante su estancia en París tradujo al persa obras de Jean Paul Sartre y de Frantz Fanon, y escribió artículos para las publicaciones que editaban los exiliados iraníes sobre la guerra de Argelia, Sun Yat-sen y Gandhi y Nehru, a los que consideraba los Mohammad Mossadeq de la India. De Mossadeq escribió: «Condenado por el delito de haber infligido el primer latigazo al Occidente saqueador, un pueblo todavía sigue encadenado». También reivindicaba la figura de Al Afghani, de quien había escrito un artículo cuando era estudiante en Mashad y de quien decía que «comprenderle equivale a reconocer el islam y a los musulmanes, así como nuestro presente y nuestro futuro» y que fue «el hombre que levantó por primera vez la voz de la conciencia en el aletargado Oriente».
En 1964 volvió a Irán, siendo detenido en Bazargan por las autoridades iraníes, que le acusaron de haberse involucrado en actividades políticas subversivas durante su estancia en Francia. Salió de prisión al año siguiente y comenzó a impartir clases y conferencias en Mashad y Teherán. Sus obras más importantes vieron la luz entre 1967 y 1973, año en el que fue nuevamente detenido por el régimen de Pahlevi, que tomó a su padre como rehén. Fueron liberados en 1975, si bien a Shariati se le prohibió volver a ejercer la enseñanza, publicar libros u organizar asambleas. Estaría además bajo estrecha vigilancia de la policía política estatal, la SAVAK.
En 1977, Ali Shariati, que no aceptaba estas condiciones, decidió viajar a Europa. La policía del sah impidió que su mujer fuera con él. El 19 de junio de ese mismo año, Shariati murió en Southampton. No se ha podido aclarar si murió por causas naturales o si fue asesinado por agentes de la SAVAK, con la ayuda del MI6.
Aunque fue considerado un mártir por la revolución islámica de 1979, Shariati mantuvo diferencias con Jomeini y con la idea del ayatolá de un gobierno de ulemas. Sus debates en el Hoseinié Ershad de Teherán con el clérigo Morteza Motahari marcaron la diferencia entre un islam popular y otro jerarquizado. El sociólogo estaba muy influido por los movimientos de liberación vinculados a la descolonización.